# Magirus-Deutz-Standardbus
Von 1967 bis 1982 wurden auch vom deutschen Nutzfahrzeughersteller Magirus-Deutz standardisierte Stadt- und Überlandbusse nach Vorgaben des Verbands Öffentlicher Verkehrsbetriebe (VÖV) hergestellt. Die Haupt-Baumuster waren der Standard-Stadtbus SH 110, der Standard-Überlandbus (StÜLB) L 117 und der Gelenkbus SH 170.

## Anfänge
Nach den Richtlinien des VÖV, die Ende der 1960er Jahre eine Vereinheitlichung beim Bau von Linienbussen vorsahen, stellte Magirus-Deutz auf der Internationalen Automobil-Ausstellung 1967 den ersten Prototyp eines Standard-Linienbusses vor. Das Modell hieß 150 S 11, war 11 m lang und hatte einen luftgekühlten Deutz-Dieselmotor der Bauart F 6 L 312 mit 6 Zylindern und 150 PS im Heck eingebaut. Der 150 S 11 basierte bei neuer, eckigerer Karosserie nach den VÖV-Vorgaben technisch auf dem bereits bekannten Stadtbusmodell 150 S 11, das von Magirus-Deutz bereits in den Jahren zuvor gebaut worden war.
Im September 1968 folgte der Serienanlauf des optisch deutlich veränderten und von 150 auf 170 PS erstarkten Modells unter der Bezeichnung Magirus-Deutz 170 S 11 H (170 PS, Stadtbus, 11 Meter Länge, Heckmotor). Die weiteren Daten des Standard-Stadtbusses von Magirus-Deutz betrugen 2,5 m Breite und 2,95 m Höhe bei einem Gesamtgewicht von 16 t. Die Fahrzeuge verfügten über den luftgekühlten Deutz-Motor F 6 L 413 und je nach Ausstattung über 37 bis 44 Sitzplätze und 61 bis 71 Stehplätze. Die ersten 20 Exemplare gingen an die NIAG in Moers. Im August und Oktober 1968 folgten 65 dreitürige Exemplare mit der Typbezeichnung 170 S 11 M mit Mittelmotor für die Kölner Verkehrsbetriebe (KVB).

## Weitere Entwicklung

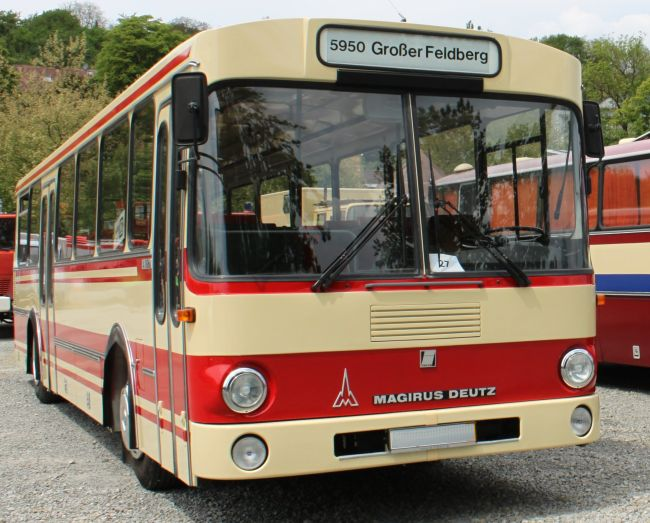
Magirus-Deutz L 117 Standard-Überlandbus (StÜLB) mit der abgerundeten Front

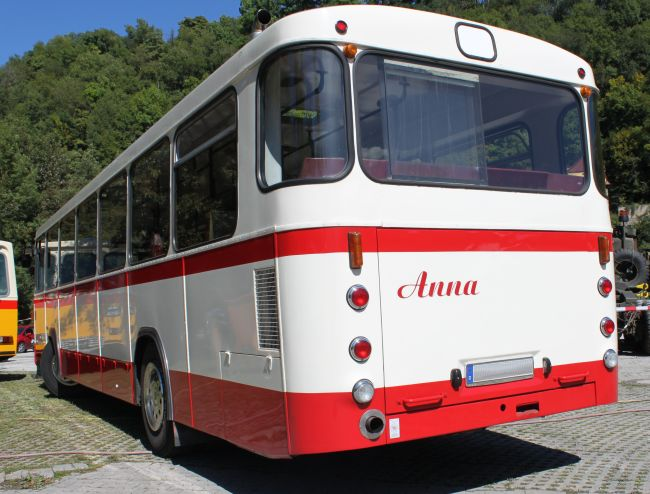
Heckansicht eines SH 110 mit dem bei vielen Exemplaren links hinten befindlichen zum Dach führenden Auspuffrohr

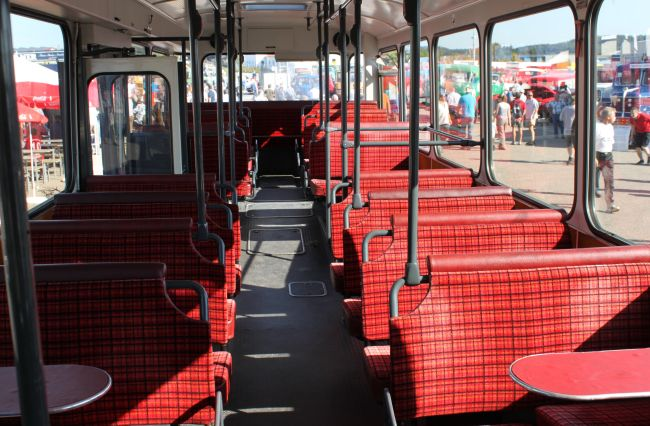
Innenraum SH 110 mit nachträglich eingebauten Tischchen, hinten rechts das innenliegende, zum Dach führende Auspuffrohr

Ab 1969 war der Standard-Stadtbus auch mit einem Achtzylinder-V-Dieselmotor der Baureihe F 8 L 413 erhältlich, der zunächst 200 und später 230 PS leistete. Speziell für die Hamburger Hochbahn AG (HHA), die in den 1960er Jahren Großkunde bei Magirus-Deutz war, wurden 1969 und 1971 zwei Serien (100 Wagen) des um ein Fensterteil und damit 1,4 m verkürzten Typs 170 S 10 H produziert. Im Gegensatz zu Büssing, der ebenfalls verkürzte Standardbusse u. a. für die HHA baute, wurde das Untergestell beim Magirus-Deutz-Bus nicht einfach um das entsprechende Maß gekürzt, sondern ein anderes mit etwas längerem Radstand (4.500 mm, vergleichbar mit dem des Vorgänger-Typs 150 S 10), schmalerer Spur und kleineren Rädern benutzt. Diese als Schnellbus eingesetzten 9,6-m-Wagen waren die letzten für die HHA gebauten Magirus-Deutz-Busse und hatten 35 gut gepolsterte Sitzplätze, alle in Fahrtrichtung und mit hohen Lehnen.
1972 gab es eine allgemeine Umbezeichnung aller Magirus-Deutz-Busmodelle, der Standard-Stadtlinienbus hieß nun grundsätzlich SH 110, ergänzt um die vorangestellte, auf 10er-Stellen gerundete PS-Leistung des Dieselmotors (z. B. 170 SH 110).
Ab 1972 war zusätzlich der 11,7 m lange Standard-Überland-Linienbus (StÜLB) vom Typ L 117 im Angebot, ebenfalls mit vorangestellter Motorisierung (etwa 230 L 117 für die 232-PS-Version). Dieser fand besonders als Bahnbus und Postbus (mit eingebautem Briefeinwurfschlitz) weite Verbreitung in Deutschland. Später wurde der Überlandbus auch als L 117 P mit Podesten geliefert, die Kofferräume im Unterwagen unter den Podesten mit den Sitzen ermöglichten; die Wagen konnten dadurch besser als Kombibusse eingesetzt werden. Magirus-Deutz war der einzige Hersteller von Standard-Überlandbussen, der eine solche als Kombibus taugliche Konstruktion anbot. Vom L 117 gab es auch verlängerte Versionen vom Karosseriebauer Voll in Würzburg sowie von der Firma Ludewig; beide Fahrzeuge wurden in der 12-Meter-Ausführung ausgeliefert. Parallel zu den in Mainz gebauten Magirus-Deutz-Reisebussen wurden auf der IAA 1975 erstmals auch die mit einem Fremdaufbau von Gangloff in Colmar versehenen Hochdecker-Busse vom Typ 230 T 117 vorgestellt. Es handelte sich um Luxus-Reisebusse, die auf dem Fahrgestell des L 117 basierten. Später kam auch ein 260 T 117 hinzu. Von den Herstellern Tüscher und Padane gab es ebenfalls eigene Aufbauvarianten des L 117. Nach Erscheinen des Überlandbusses L 117 wurden auch die Standard-Stadtbusse optional mit dem Frontdesign des StÜLB ausgeliefert.
Im Gegensatz zu den vergleichbaren Standard-Linienbussen der Konkurrenz (z. B. Büssing BS 110 V, MAN 750 HO-SL bzw. MAN SL 200 und Mercedes-Benz O 305) wurden die Magirus-Deutz-Busse sämtlich (wie bei diesem Hersteller üblich) von luftgekühlten Dieselmotoren angetrieben. Der leistungsmäßig kleinste und bis 1976 angebotene 170 SH 110 besaß einen Sechszylinder-Motor in V-Form, die stärkeren Modelle Achtzylinder-Motoren, ebenfalls in V-Anordnung. Die Motorenpalette umfasste Maschinen mit 176, 180, 200, 232 PS und ab 1977 auch mit 256 PS. Alle gehörten den Motorenbaureihen F 6 L 413 (Sechszylinder) und F 8 L 413 (Achtzylinder) von Klöckner-Humboldt-Deutz an. Für den Standard-Überlandbus L 117 waren nur die Maschinen mit 232 und 256 PS im Angebot.
Nachdem die konkurrierenden Hersteller (allen voran MAN und Daimler-Benz) bereits Gelenkbusse im Angebot hatten, die mit großem Erfolg verkauft wurden, wurde auch bei Magirus-Deutz ein Standard-Gelenkbus entwickelt und auf der IAA 1977 vorgestellt. Dieses Modell war 16,7 m lang und kam gemessen an den Wettbewerbern allerdings recht spät auf den Markt, nämlich erst 1980. Es trug die Typbezeichnung 260 SH 170. Der Gelenkbus hatte zwar einen Heckmotor, die Antriebskraft wurde jedoch per Weitwinkelgelenk auf die zweite Achse in den Vorderwagen übertragen. Damit konnte die Lizenzzahlung für die Knickwinkelsteuerung des Gelenkes vermieden werden. Allerdings erforderte diese Form eine besondere Konstruktion, es konnte nicht wie beim Mercedes-Benz-Gelenkbus O 305 G die Technik des Solobusses benutzt werden.

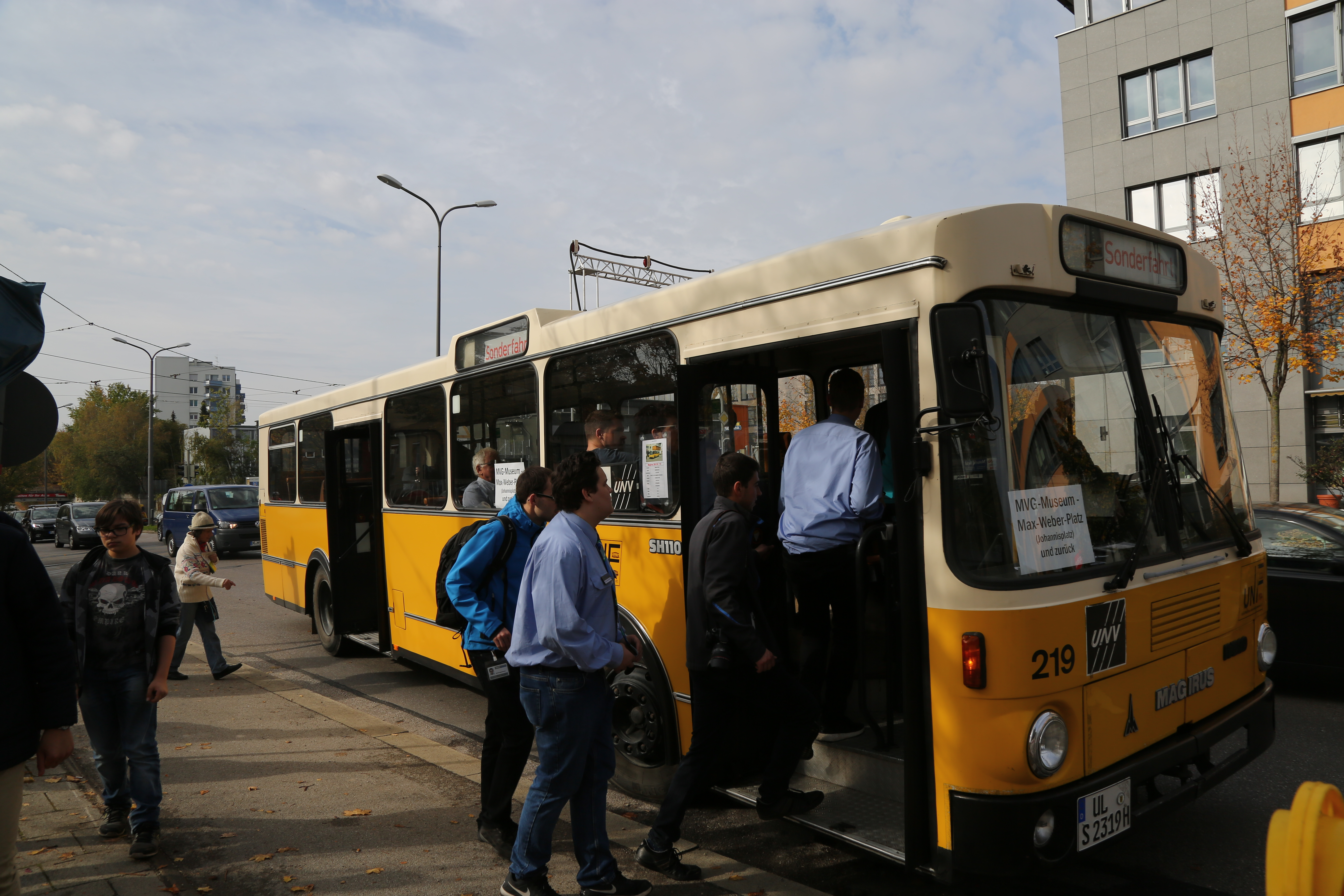
Stadtbus der Stadtwerke Ulm/Neu-Ulm mit der „StÜLB-Front“

## Das Ende
Da Magirus-Deutz zwischen 1975 und 1980 nach und nach in die neu gegründete IVECO eingegliedert worden war, wurden die Busse gegen Ende ihrer Produktionszeit auch mit dem neuen Schriftzug IVECO verkauft. Das Mainzer Buswerk von Magirus-Deutz wurde aufgrund jahrelanger Unrentabilität im Jahr 1982 geschlossen und die Produktion von Magirus-Deutz-Bussen aufgegeben. Trotz bereits beschlossener Werksschließung wurde noch 1981 ein Prototyp der zweiten Generation eines Standard-Linienbusses hergestellt, der als Überlandbus 240 L 118 heißen und 240 PS besitzen sollte. Von diesem Modell (von konkurrierenden Unternehmen erschienen beispielsweise die Modelle MAN SL 202, Mercedes-Benz O 405 bzw. O 407 und Neoplan N 416) entstanden bei Magirus-Deutz jedoch nur sieben Vorserien-Exemplare. Eine Serienfertigung kam nicht mehr zustande, die Konstruktion floss aber in die Entwicklung des Iveco TurboCity-Linienbusses ein, der von 1989 bis 1996 in Italien in drei verschiedenen Längen als Solobus und als Gelenkbus in drei verschiedenen Ausführungen (Urbano = Stadtbus, Suburbano = Vorortbus und Interurbano = Regionalbus) mit verschiedenen Türanordnungen, allerdings mit wassergekühlten Dieselmotoren, produziert wurde.
Von den Stadtlinienbussen der Typen SH 110 und ihren Vorläufern wurden zwischen 1968 und 1982 mehrere hundert Exemplare verkauft, der Überland-Linienbus L 117 ohne Podeste kam auf rund 1400 Stück, während von der selteneren Variante L 117 P mit Podesten rund 260 Exemplare gebaut wurden. Beide Typen konnten auf Wunsch mit einer schmalen Ausstiegstür in Fahrzeugmitte bestelt werden. Vom Gelenkbus 260 SH 170 wurden nur 39 Fahrzeuge gebaut; die letzten beiden Exemplare wurden erst 1984 bei dem großen Nutzfahrzeughändler Alga in Sittensen fertiggestellt und ausgeliefert, der bei der Schließung des Omnibuswerks von Magirus-Deutz noch vorhandene Fahrwerke und Teile übernommen hatte. Im Gegensatz zu anderen Herstellern gab es bei Magirus-Deutz keinen Doppeldeckerbus. Großabnehmer des L 117 Überland-Linienbusses waren Deutsche Bundesbahn und Deutsche Bundespost, aber auch zahlreiche Privatunternehmer. Die Stadtbusse liefen beispielsweise in Krefeld, im nördlichen Ruhrgebiet (Vestische Straßenbahnen), in Hamburg, Köln, Würzburg, Bamberg, Gießen, Mainz, Geilenkirchen, Coburg und Ulm sowie in der Stadt Luxemburg. Ein Probeexemplar verkehrte sogar in Warschau. Der in nur wenigen Exemplaren gebaute Gelenkbus war in Hannover, Braunschweig, im Münsterland (Regionalverkehr Münsterland) sowie in seiner Heimatstadt Mainz anzutreffen, außerdem in der portugiesischen Hauptstadt Lissabon.

## Bis heute erhaltene Exemplare

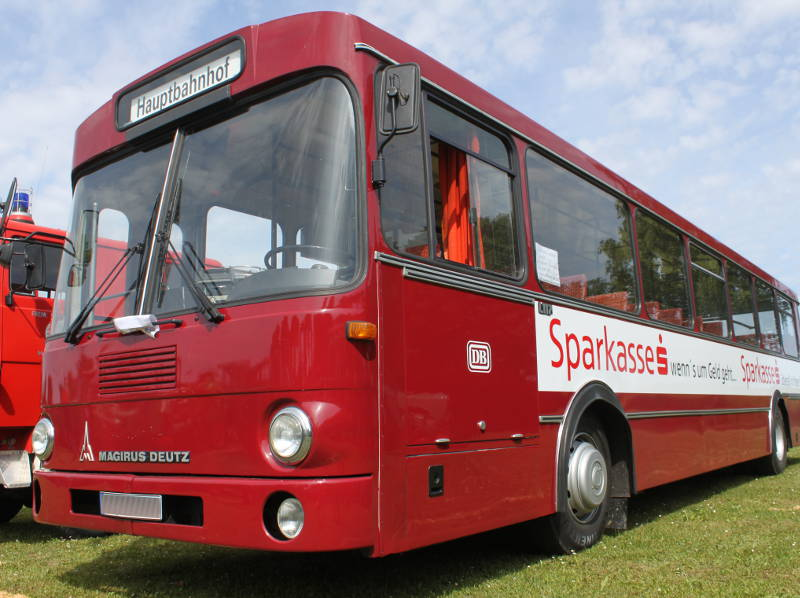
Der 260 L 117 Bahnbus aus Bayern auf einem Oldtimertreffen in Thannhausen

Im Gegensatz zu den Standard-Modellen von Daimler-Benz und MAN sind die entsprechenden Baumuster von Magirus-Deutz genau wie diejenigen von Büssing heute in Deutschland sehr selten geworden. Die noch erhaltenen einzelnen Exemplare gelten als Raritäten und haben mittlerweile Oldtimerstatus erreicht:

### Überlandbusse (StÜLB I)
- Zwei 260 L 117 Bahnbusse werden von einem Busunternehmer und einer Interessengemeinschaft in Bayern und Rheinland-Pfalz erhalten (Stand August 2025).
- Ein L 117, der bis 2014 bei der Berufsfeuerwehr Frankfurt als Großkrankenwagen im Dienst war, gelangte nach einer Zwischenstation bei einer kirchlichen Organisation im Landkreis Mettmann zu einem Privatsammler (Stand August 2025).
- Einen 260 L 117 P hat der Oldtimerclub Magirus Iveco e.V. in Ulm im Bestand (Stand August 2025).
- Ein Exemplare des Typs L 117 wird bei einem Privatsammler in Bayern der Nachwelt erhalten (Stand August 2025).
- Ein 260 L 117 Bücherbus befindet sich in Privatbesitz in Mecklenburg-Vorpommern.

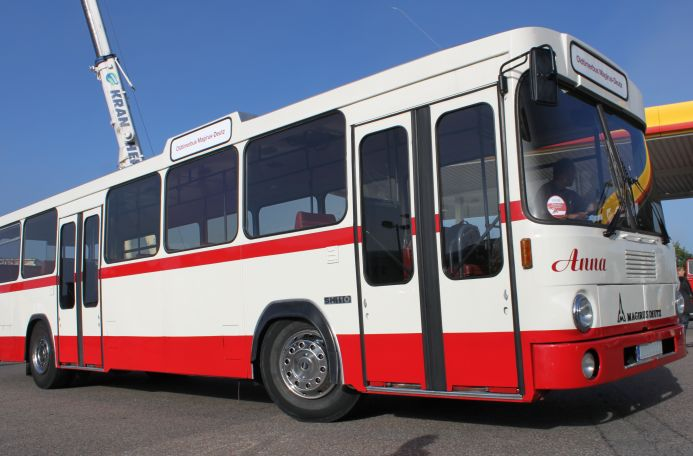
260 SH 110 des Unternehmers aus Baden-Württemberg

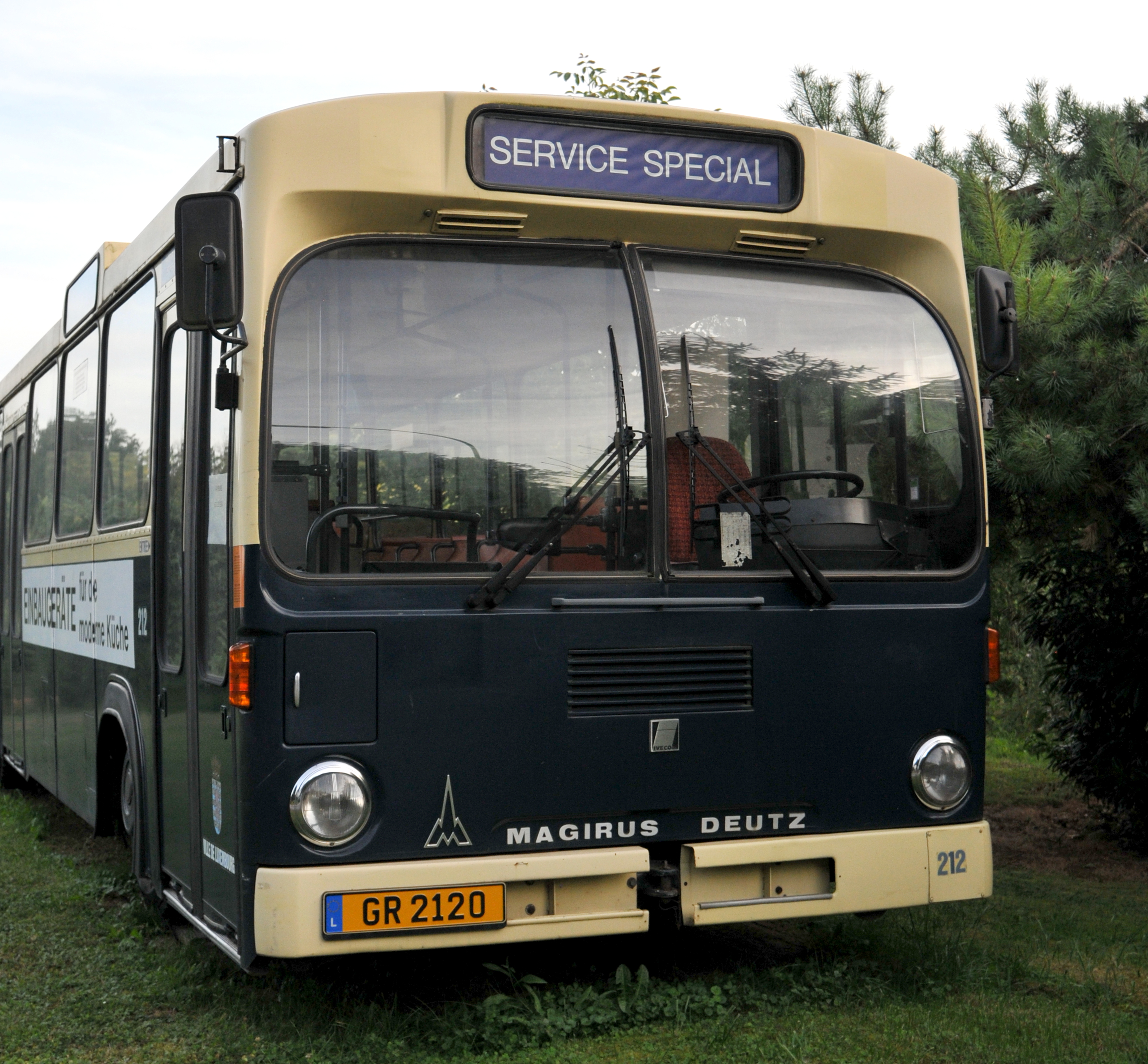
In Luxemburg wird dieser Magirus-Deutz SH 110 erhalten.

### Stadtbusse (VÖV Standard-Linienbus SL I)

#### Stadtbusse mit StÜLB-Front
- Ein 260 SH 110 mit StÜLB-Front wurde Ende 2011 von einem Unternehmer in Baden-Württemberg für Oldtimerfahrten eingesetzt.
- Ein Exemplar des Modells 260 SH 110 mit StÜLB-Front befindet sich im Oldtimer-Bestand der Stadtwerke Ulm/Neu-Ulm.
- Ein 260 SH 110 mit StÜLB-Front gehört einem Privatsammler in Baden-Württemberg.

#### Stadtbusse mit VÖV-Front
- Der Hamburger Omnibus Verein e. V. (HOV) erhält ein Exemplar des Kurz-Modells 170 S 10 H mit VÖV-Front der Nachwelt.
- Einen 260 SH 170 mit VÖV Front hat der Oldtimerclub Magirus Iveco e.V. in Ulm im Bestand (Stand August 2025).
- Zwei originale Luxemburger 260 SH 110 des Baujahrs 1979 werden museal in ihrer Heimat Luxemburg erhalten: Wagen 212 seit Februar 2016 von einem jungen, privaten Verein RETROBUS a.s.b.l. (retrobus.lu) und Wagen 216 von einem anderen privaten Verein Frenn vum aale staadter Bus a.s.b.l.